# Като Дрис
Ка̀то Дрис (на гръцки: Kάτω Δρυς) е село в Кипър, окръг Ларнака. Според статистическата служба на Република Кипър през 2001 г. селото има 114 жители.
Намира се на 6 km от Вавла.